# Mission Hills (Los Angeles)
Mission Hills ist ein Viertel der Millionenstadt Los Angeles im Bundesstaat Kalifornien. Es liegt im San Fernando Valley.

## Lage
Mission Hills liegt im San Fernando Valley und grenzt im Uhrzeigersinn an Sylmar im Norden, die Stadt San Fernando und den Stadtteil Pacoima im Osten, Arleta im Südosten und Panorama City im Süden. Im Südwesten folgt North Hills und im Westen Grenada Hills. Der San Diego Freeway verläuft entlang der Westgrenze des Viertels, während der Golden State Freeway größtenteils die Ostgrenze darstellt. Die California State Route 118 läuft in West-Ost-Richtung durch das Viertel.

## Bevölkerung
2000 lebten 18.237 Personen in Mission Hills, 53,6 Prozent waren Latinos und 29 Prozent Weiße. 35,2 Prozent der Bewohner waren außerhalb der Vereinigten Staaten geboren worden.

## Sehenswürdigkeiten
In Missions Hills steht die 1797 gegründete Mission San Fernando Rey de España, eine der spanischen Missionen. Nach der Mission wurden das benachbarte San Fernando und das Valley benannt.